# 马尔康早熟禾
马尔康早熟禾（学名：Poa maerkangica）为禾本科早熟禾属下的一个种。